# A Desperate Chance

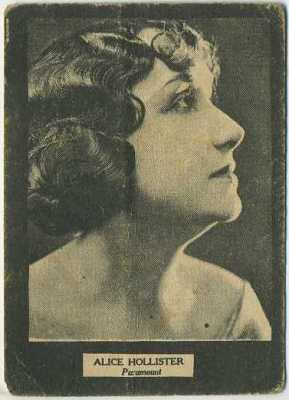
Alice Hollister estrelou o filme

A Desperate Chance é um curta-metragem mudo norte-americano de 1913, um drama dirigido por Kenean Buel e estrelado por Earle Foxe e Alice Hollister.
O filme contou com o mesmo elenco do filme anterior de Buel daquele ano, A Sawmill Hazard.

## Elenco
- Alice Hollister
- Earle Foxe
- Helen Lindroth
- Robert G. Vignola
- Miriam Cooper